# Шабляки
Шабляки (пол. Szablaki) — село в Польщі, у гміні Турошль Кольненського повіту Підляського воєводства.
Населення — 159 осіб (2011).
У 1975-1998 роках село належало до Ломжинського воєводства.

## Демографія
Демографічна структура станом на 31 березня 2011 року:
|          | Загалом | Допрацездатний вік | Працездатний вік | Постпрацездатний вік |
| -------- | ------- | ------------------ | ---------------- | -------------------- |
| Чоловіки | 87      | 26                 | 49               | 12                   |
| Жінки    | 72      | 21                 | 34               | 17                   |
| Разом    | 159     | 47                 | 83               | 29                   |